# Danilo Soares
Danilo Teodoro Soares (Belo Horizonte, 29 ottobre 1991) è un calciatore brasiliano, difensore del Norimberga.

## Palmarès

### Club

#### Competizioni nazionali
- Campionato tedesco di seconda divisione: 2

Ingolstadt 04: 2014-2015
Bochum: 2020-2021